# Pavel Tobiáš
Pavel Tobiáš (* 10. Januar 1955 in České Budějovice) ist ein ehemaliger tschechischer Fußballspieler und derzeitiger Fußballtrainer.

## Spielerkarriere
Tobíaš spielte in seiner Jugend für Sokol Včelna und Škoda České Budějovice. In den Spielzeiten 1974/75 und 1975/76 absolvierte er seinen Wehrdienst bei Dukla Tábor und VTJ Slaný. Anschließend wechselte der Abwehrspieler zu Dynamo České Budějovice, wo er 1986 seine aktive Laufbahn beendete. In der Saison 1985/86 kam Tobíaš zu seinen einzigen drei Einsätzen in der 1. tschechoslowakischen Liga.

## Trainerlaufbahn
Von 1984 bis 1990 trainierte Tobíaš im Juniorenbereich von Dynamo České Budějovice, anschließend war er für drei Jahre Co-Trainer, ehe er zur Saison 1993 hauptverantwortlicher Coach des inzwischen in SK České Budějovice umbenannten Vereins wurde. Er führte die Mannschaft mit Ausnahme der Spielzeit 1995/96, in der sie Elfter wurde, immer in die obere Tabellenhälfte.
Anfang Oktober 1997 beerbte Tobíaš František Cipro auf dem Trainerstuhl von Slavia Prag, musste diesen aber im April 1998 für Petr Rada räumen. Er kehrte nach České Budějovice zurück und führte den Absteiger zurück in die Gambrinus Liga, wo ihm 1999/00 mit der Mannschaft der Klassenerhalt gelang, sein Vertrag wurde jedoch nicht verlängert.
Im September 2000 übernahm Tobíaš den FC Stavo Artikel Brünn, erreichte mit dem Team aber nur einen enttäuschenden dreizehnten Rang. Mehr als ein halbes Jahr ohne Arbeit kehrte er im März 2002 zu seinem ehemaligen Klub SK České Budějovice in die 2. Liga zurück und schaffte den sofortigen Wiederaufstieg. In der Saison 2002/03 wurde die Mannschaft Dreizehnter, 2003/04 Achter. Nach nur fünf Punkten aus den ersten acht Spielen der Saison 2004/05 wurde er durch Robert Žák ersetzt.
Rund zwei Monate später wurde Tobíaš Trainer des abstiegsbedrohten FK Marila Příbram, er führte die Mannschaft auf den neunten Platz. Nach einem verpatzten Saisonstart 2006/07 wurde Tobíaš im September 2006 entlassen. Ende August 2008 kehrte Tobíaš erneut auf den Trainerstuhl von Dynamo České Budějovice zurück. Im Oktober 2009 wurde Tobíaš nach einer 0:5-Niederlage im tschechischen Pokal gegen Sparta Prag entlassen.